# Idioma obolo
Obolo (o Andoni) es una de las principales lenguas del río Cross en Nigeria. Obolo es el nombre indígena de una comunidad del delta oriental del río Níger, más conocida como Andoni (siendo incierto el origen de este último nombre). Obolo se refiere al pueblo, al idioma y a la tierra. Es un idioma aglutinante y SVO.

## Dialectos
Hay seis grupos dialectales principales en el idioma, a saber: (de oeste a este): Ataba, Unyeada, Ngo, Okoroete, Iko e Ibot Obolo. Ngo es el dialecto de prestigio, de ahí que la forma literaria estándar de Obolo se base en gran medida en él.

## Literatura en Obolo
- La Biblia en Obolo fue publicada por la Organización de Traducción de la Biblia y Idioma Obolo en 2012. Obolo es el idioma número 23 de Nigeria que tiene la Biblia completa.[4]
- En 2016 se lanzó un sitio web en idioma Obolo.[5]
- El primer material literario sobre literatura en lengua materna; En 2010 se publicó una novela para escuelas secundarias y lectores públicos, Mbuban Îchaka, de Isidore Ene-Awaji © Obolo Language & Bible Translation Organization.[6]

## Sistema de escritura
El idioma Obolo está escrito con el alfabeto latino. El alfabeto es el siguiente.:
| a  | b    | ch | d  | e   | f  | g | gb  |
| gw | i    | j  | k  | kp  | kw | l | m   |
| n  | n̄    | nw | ny | o   | ọ  | p | r   |
| s  | (sh) | t  | u  | (v) | w  | y | (z) |

- Los caracteres entre paréntesis son específicos del dialecto.
- Se pueden agregar marcas de tono a algunas letras.  Las portadoras del tono son las vocales a, e, i, o, ọ, u, así como m y n.

Obolo es un idioma tonal. Hay cinco tonos en el idioma: tono bajo, alto, medio, descendente y ascendente. En la escritura sólo se indican el tono bajo y el tono descendente. Los tonos se marcan obligatoriamente en las primeras sílabas de los verbos y grupos verbales. Para otras clases de palabras, una literatura estándar mostrará el camino a seguir.

## Regulación
El idioma Obolo está regulado por la Organización de Traducción de la Biblia y el Idioma Obolo (OLBTO), una organización de investigación y desarrollo de propiedad comunitaria que realiza estudios e investigaciones sobre dialectos, supervisa el desarrollo y la introducción de nuevas terminologías, publica libros en el idioma, etc.